# Pam Crain
Pamela „Pam“ Crain (* ca. 1939 in Kalkutta; † 14. August 2013 ebenda) war eine indische Jazzsängerin, die als die „Queen of Park Street“ in den 1960er-Jahren in der Musikszene von Kalkutta populär war.

## Leben
Crain hatte englische und indische Wurzeln; mit 13 Jahren trat sie im Dow Hill in Kurseong als Sängerin auf. Ihre Karriere begann sie in einer Band, die karnatische Musik spielte, im Neera’s im Stadtteil Chowringhee. Mit 17 Jahren hatte sie ein Engagement im 1956 eröffneten Club Mocambo, Indiens erstem Nachtclub in der Park Street von Kalkutta. Sie sang Jazzstandards und wurde von Anton Menezes’ sechsköpfiger Band begleitet. Frühe Vorbilder waren Betty Carter, Sarah Vaughan und Nina Simone. 1971 gründete sie mit dem Pianisten Louis Banks und dem Saxophonisten Braz Gonsalves The Louis Banks Brotherhood, die zunächst im Hindustan Hotel spielte, dann im Blue Fox Restaurant, einem populären Nachtclub mit westlicher Livemusik. Nachdem sie mehrere Jahre in Singapur verbracht hatte, trat sie wieder regelmäßig in Kalkutta auf; 2006 erhielt sie den Pride of the Community Award.
Erste Aufnahmen Crains entstanden 1958; sie nahm eine Single für Columbia mit dem Cecil Dorset Quintett auf (Love Me Tender/Razzle Dazzle). 1970 erschien bei EMI eine EP mit den Braz Gonzalves Seven (Raga Rock), darunter eine Coverversion von Paul Butterfields No Amount of Loving. Für EMI (India) nahm sie außerdem mit Braz Gonsalves und Louis Banks das Album Explorations auf.